# Lycorea brunnea
Lycorea brunnea är en fjärilsart som beskrevs av Riley 1919. Lycorea brunnea ingår i släktet Lycorea och familjen praktfjärilar. Inga underarter finns listade i Catalogue of Life.